# Rogue Ops
Rogue Ops é um jogo eletrônico de ação e aventura baseado em furtividade desenvolvido pela Bits Studios e publicado pela Kemco em 2003. A trama acompanha a história de Nikki Connors, enquanto ela busca vingar as mortes de sua filha e marido. Foi lançado para Xbox, GameCube e PlayStation.

## Jogabilidade
Rogue Ops é um jogo de ação e aventura furtiva em terceira pessoa, no estilo da série Splinter Cell. Muitos níveis permitem o uso de uma variedade de táticas, então, muitas vezes, os jogadores podem atirar em tudo que se move ou simplesmente passar furtivamente por missões inteiras. No entanto, algumas missões exigirão que nenhum alarme inimigo seja acionado, o que significa que os jogadores terão que eliminar os inimigos silenciosamente e esconder os corpos para que não sejam detectados. Assim como nas séries Metal Gear e Splinter Cell, uma variedade de dispositivos de espionagem (câmera voadora, scanner de retina, etc.) e armas (estrelas ninja, fuzis de precisão, minas controladas remotamente, etc.) são usados durante as várias missões. O combate corpo a corpo é possível ao pegar o inimigo de surpresa por trás, o que aciona uma execução em câmera lenta.

## Sinopse
Nikki Connors é uma ex-Boina Verde cujo marido e filha são mortos pela Omega 19, uma organização terrorista brutal. Ela então se junta à Phoenix, uma organização antiterrorismo quase tão brutal, em busca de vingança.

## Produção
Rogue Ops foi pensado como um jogo de ação furtiva. Existem seções de furtividade e de ação, com boa parte do estilo de jogo deixado ao critério do jogador. Uma abordagem de combate é possível, porém mais difícil do que a infiltração silenciosa. O modelo premia o jogador inteligente e a exploração dos mapas e dos equipamentos disponíveis nas missões torna a experiência mais fácil. O jogo foi desenvolvido pelo Bits Studios, então conhecido por Die Hard: Vendetta para o Gamecube e PlayStation 2. Em uma entrevista para o HomeLAN, o diretor Dylan Beale comentou sobre a origem de Rogue Ops:

"Há alguns anos, um grupo de desenvolvedores franceses se juntou ao nosso estúdio em Londres. Eles tiveram a ideia de um jogo de ação furtiva em que o personagem principal era uma versão feminina de um "Ladrão Cavalheiro". Isso significava que ela evitava o combate sempre que possível, tomava extremo cuidado para não fazer bagunça ao invadir algum lugar e era geralmente muito educada com qualquer pessoa que conhecesse. Embora fosse uma ideia interessante, enfrentamos alguns obstáculos de marketing e tivemos que adaptar o design e a história para torná-los mais próximos do que achamos que torna a jogabilidade mais emocionante. Nessa época, a Kemco interveio e adquiriu os direitos de publicação mundial, e também acrescentou seu próprio sabor. Então, como todos os ótimos jogos, a idéia começou como outra coisa e, em seguida, conforme foi se desenvolvido e jogado, mudou ao longo do caminho e se tornou no que temos hoje."

## Recepção
A recepção do jogo foi mista, com a versão para Xbox recebendo as melhores críticas, a versão para PS2 sendo mediana e a versão para GameCube recebendo as piores.
A IGN deu ao jogo a nota 7,5 com o veredicto "Bom". No Metacritic, o jogo tem pontuações de 65/100 para a versão GameCube com base em 21 avaliações, 61/100 para a versão PlayStation 2 com base em 26 avaliações, e 63/100 para a versão Xbox com base em 24 avaliações. No GameRankings, o jogo detém pontuações de 65,13% para a versão GameCube com base em 25 análises, 63,16% para a versão PlayStation 2 com base em 33 análises, e 62,20% para a versão Xbox com base em 37 análises. Rogue Ops foi o nº 76 na lista de Melhor Jogo do GameCube de 2003.
Em 2009, a GamesRadar incluiu-o entre os jogos "com potencial de franquia inexplorado", comentando: "Embora as análises tenham sido bastante mistas, Rogue Ops foi surpreendentemente bom e até conseguiu adicionar algo ao gênero stealth dominado por Splinter Cell e Metal Gear." Segundo Matt Casamassina, da IGN, Rogue Ops é "como Splinter Cell, mas não tão refinado".